# بی‌تی‌راخ
بی‌تی‌راخ (نام علمی: Galium aparine) یکی از گونه‌های سردهٔ شیرپنیر است.